# Trogölen
Trogölen är en sjö i Vetlanda kommun i Småland och ingår i Emåns huvudavrinningsområde. Sjön är 12 meter djup, har en yta på 0,036 kvadratkilometer och befinner sig 270 meter över havet.